# Institut Nacional d'Administració Pública
L'Institut Nacional d'Administració Pública d'Espanya (INAP) és un organisme autònom adscrit a la Secretaria d'Estat de Funció Pública, que impulsa tasques de recerca, docència, divulgació i foment a través de jornades, conferències, trobades i seminaris per trobar solucions als més actuals problemes als quals s'enfronta l'administració Pública Espanyola.
Així mateix, té encomanada la funció de formar al personal al servei de l'Administració Pública i dels seus càrrecs directius.

## Origen
L'origen de l'actual Institut Nacional (INAP) es troba en l'Institut d'Estudis d'Administració Local, creat en 1940, així com al Centre de Formació i Perfeccionament de Funcionaris establert en 1958. En 1987 neix l'actual Institut Nacional d'Administració Pública com a resultat de la seva fusió.

## Funcions
Actualment, les tres grans àrees d'activitat del (INAP) són:
- Selecció: la selecció de funcionaris de cossos adscrits al Ministeri de la Presidència i del Ministeri d'Administracions Públiques.
- Formació de directius i personal al servei de les administracions públiques, especialment el dependent de l'Administració General de l'Estat i el de corporacions locals. En la mateixa línia d'actuacions porta a terme una important tasca de formació mitjançant l'organització de cursos, presencials i per via d'internet.[3]
- Estudis i recerca: per al foment de la recerca en matèria d'Administració Pública i ciència de l'administració i de foment de les tecnologies de la informació i les comunicacions.[4]

L'INAP acull una biblioteca amb un ampli fons bibliogràfic i documental, que es troba entre els més importants de parla hispana en matèria d'Administració Pública; a través de la pàgina web pot accedir-se als seus butlletins bibliogràfics. A més, compta amb un important fons antic que abasta un període de cinc segles (des de principis del segle xvi).
El Centre d'Estudis i Publicacions realitza també funcions de promoció i suport a la recerca en matèria d'Administració i Dret Públic mitjançant beques, premis, la seva activitat editorial i la seva col·laboració amb universitats, recolzant a grups de recerca i de directius per promoure l'intercanvi d'experiències i la difusió i intercanvi d'experiències i coneixements i treballs de recerca
Manté relacions internacionals, oferint cursos i màsters a empleats públics estrangers.
A més, representa a l'Administració General de l'Estat i al propi organisme davant organitzacions i organismes internacionals d'Administració Pública i gestiona les relacions bilaterals amb institucions homòlogues.

## Seus
El INAP disposa de dues seus:
- Oficina principal de Madrid: Carrer Atocha, nº 106.
- Seu d'Alcalá de Henares: Plaça de San Diego, s/n

## Directors generals
- Pilar Arranz Notario (2008-2010)[6][7]
- Manuel Arenilla Saez (2012-2018), ha estat cessat el 15 de setembre de 2018 arran de la seva implicació en l'anomenat "cas màster" que implicava l'ex-presidenta de la Comunitat de Madrid Cristina Cifuentes, ja que ell era professor d'aquest màster en la Universitat Rey Juan Carlos de Madrid.[8]